# Колочавська сільська територіальна громада
Колочавська сільська громада — об'єднана територіальна громада в Україні, в Хустському районі Закарпатської області. Адміністративний центр — село Колочава. 
Площа становить 161,5 км². Населення - 8757 ос. (2020р.).
Утворена 12 червня 2020 року шляхом об'єднання Колочавської і Негровецької сільських рад Міжгірського району.

## Населені пункти
У складі громади 5 сіл:
- с. Колочава
- с. Горб
- с. Мерешор
- с. Негровець
- с. Косів Верх